# Station Dordrecht Zuid
Station Dordrecht Zuid is een halte aan de spoorlijn van Breda/Roosendaal naar Rotterdam, gelegen tussen de stations Lage Zwaluwe en Dordrecht, in de Nederlandse provincie Zuid-Holland. Het station ligt tussen de stadswijken Zuidhoven, Crabbehof en Sterrenburg en is geopend op 3 juni 1973.

## Treindienst
Het station wordt in de dienstregeling 2025 door de volgende treinseries bediend:
| Serie | Treinsoort    | Route                                                                                        | Bijzonderheden                                                                 |
| ----- | ------------- | -------------------------------------------------------------------------------------------- | ------------------------------------------------------------------------------ |
| 5900  | Sprinter (NS) | Dordrecht – Dordrecht Zuid – Roosendaal                                                      | Rijdt na 20:00 uur en in het weekend 1x/uur.                                   |
| 6600  | Sprinter (NS) | Dordrecht – Dordrecht Zuid – Breda – Tilburg – 's-Hertogenbosch – Nijmegen – Arnhem Centraal | Rijdt alleen doordeweeks tot 19:00 uur tussen Nijmegen en Arnhem Centraal v.v. |

## Toekomst
Niet ver ten zuiden van station Dordrecht Zuid moest volgens de oorspronkelijke plannen van de gemeente Dordrecht op termijn een nieuw spoorwegstation verrijzen: Dordrecht Amstelwijck. Dit station moet de gelijknamige kantorenlocatie-in-ontwikkeling gaan bedienen, en eventueel het zuiden van de wijk Sterrenburg. In verband met de achterblijvende ontwikkeling van deze kantorenlocatie heeft de gemeente Dordrecht voorgesteld in plaats van Dordrecht Amstelwijck een nieuw station te bouwen bij de Copernicusweg dat station Zuid zou moeten vervangen.

## Ontwikkeling aantal reizigers
Het aantal door NS vervoerde reizigers (per gemiddelde werkdag) ontwikkelde zich sedert 2019 als volgt:
| Jaar | Aantal reizigers |
| ---- | ---------------- |
| 2019 | 1.242            |
| 2020 | 636              |
| 2021 | 684              |
| 2022 | 815              |
| 2023 | 924              |
| 2024 | 978              |

## Afbeeldingen

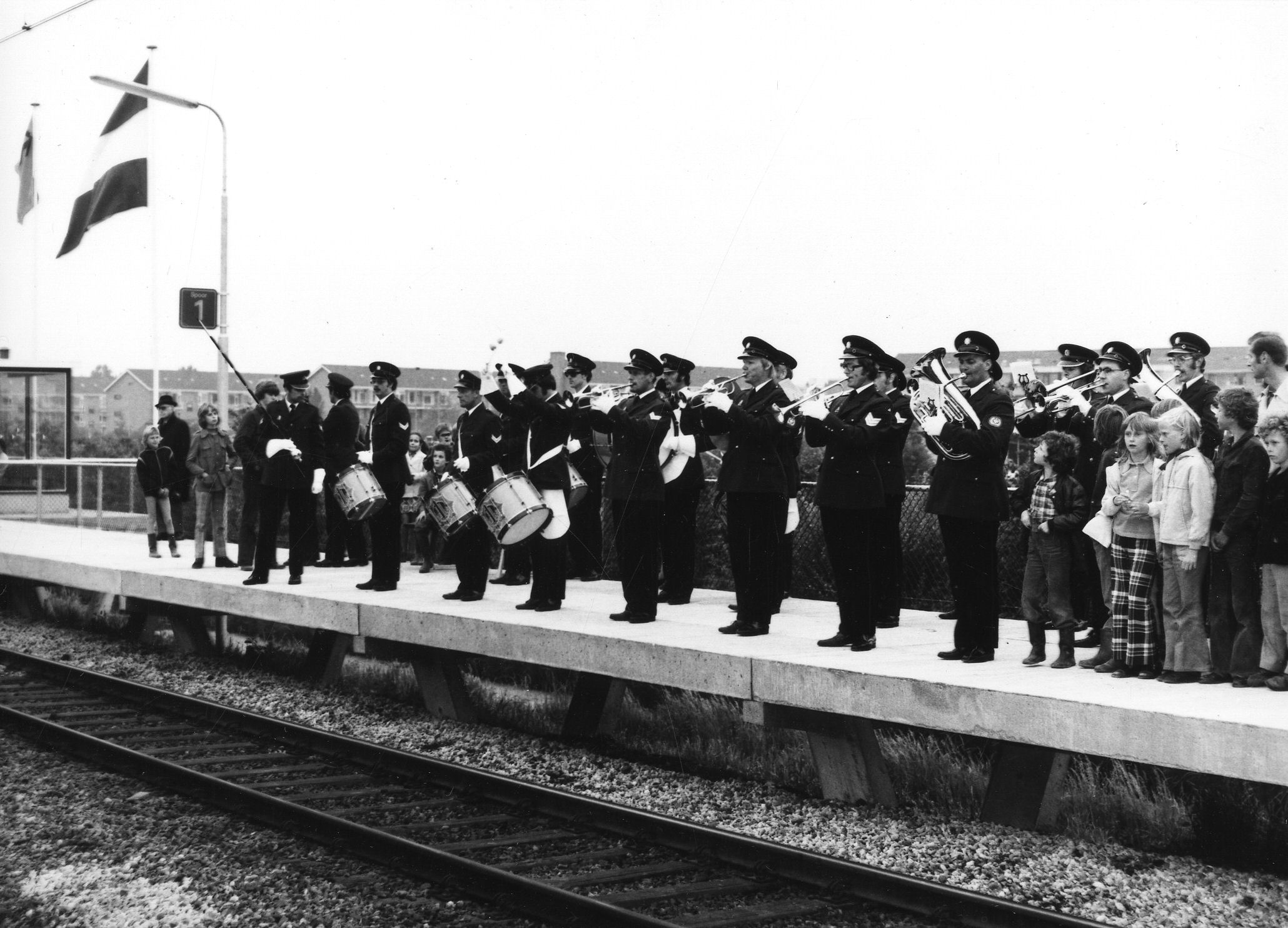
Station tijdens de opening
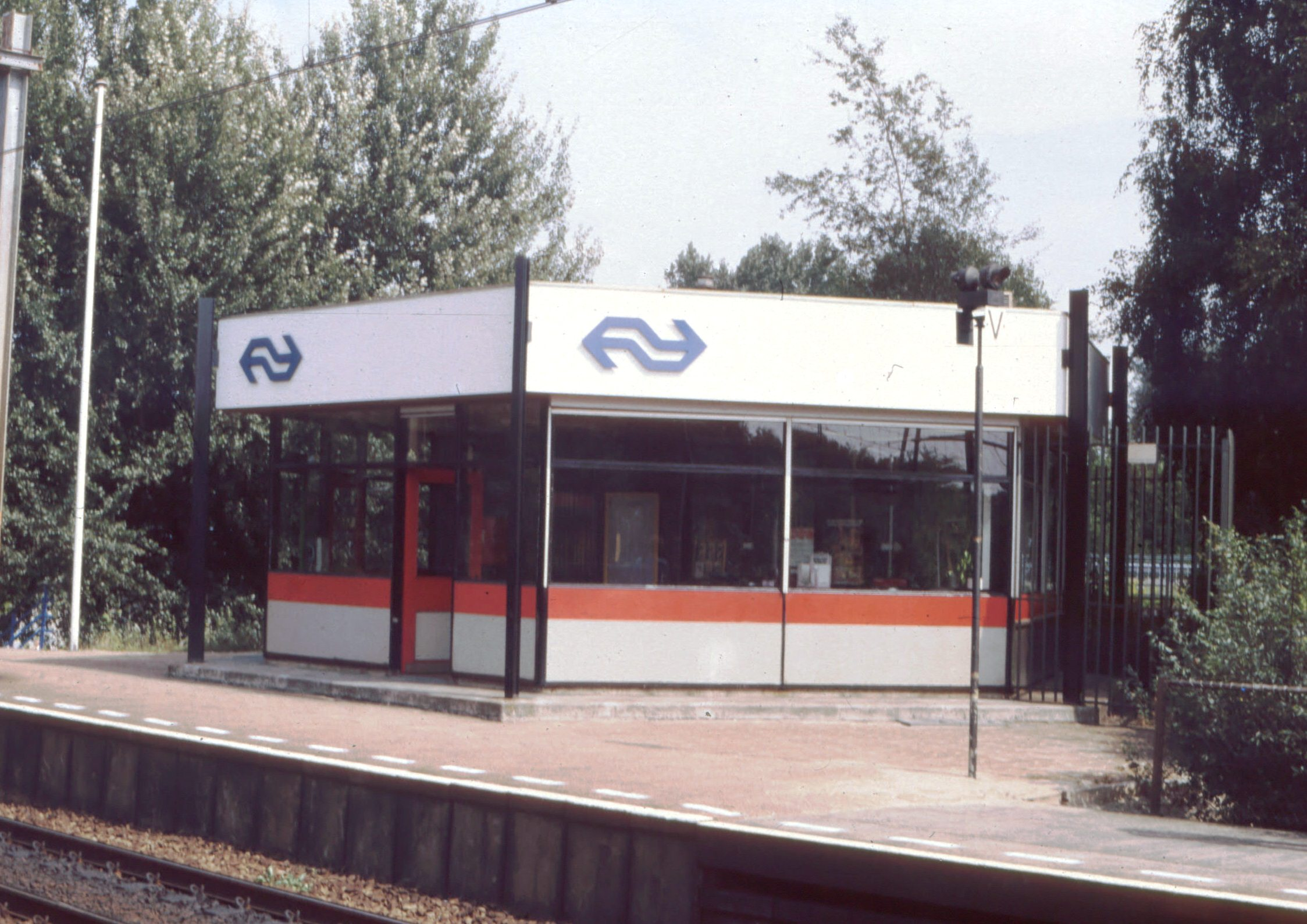
Het vroegere stationsgebouwtje
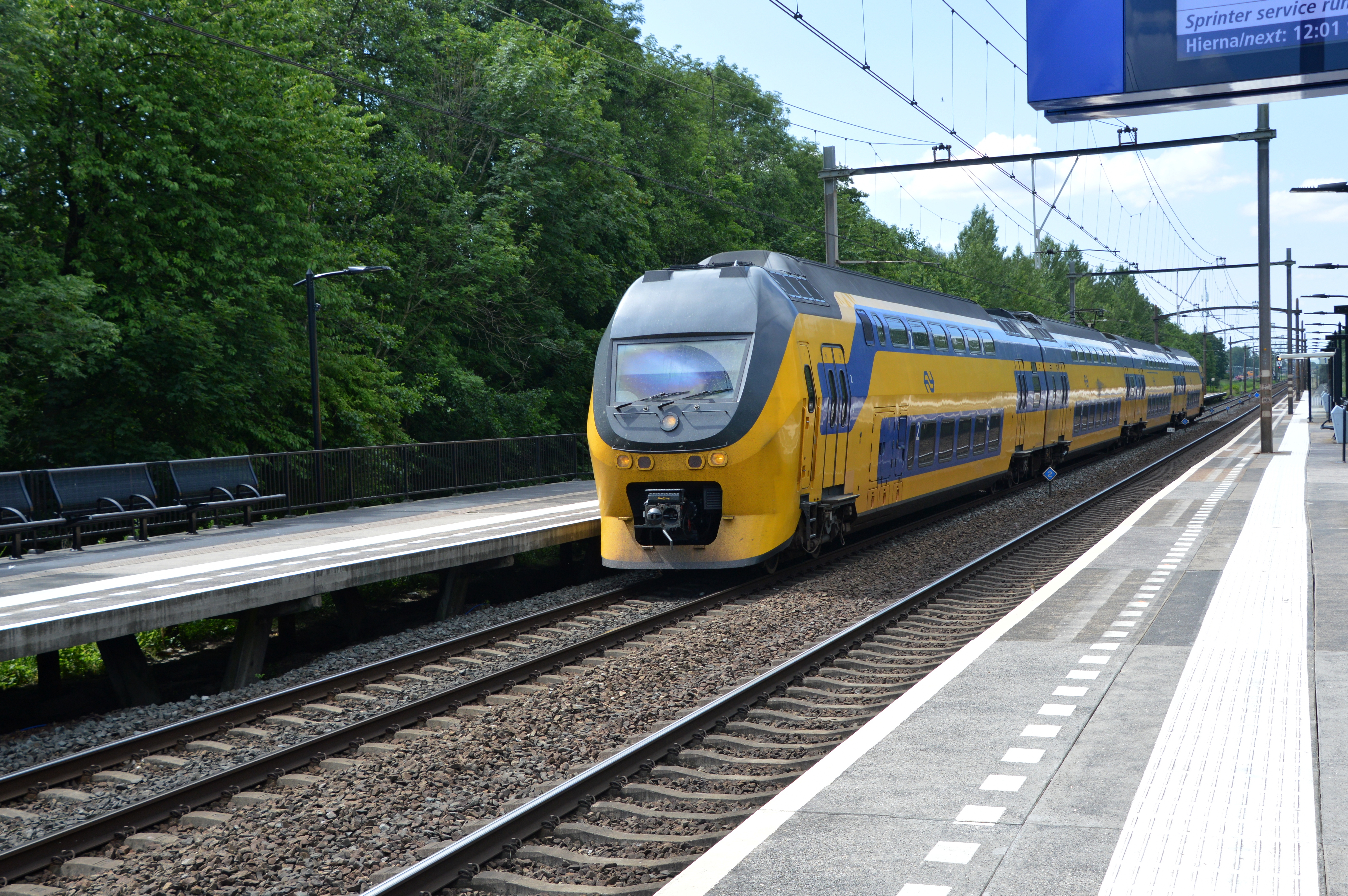
VIRM op het station
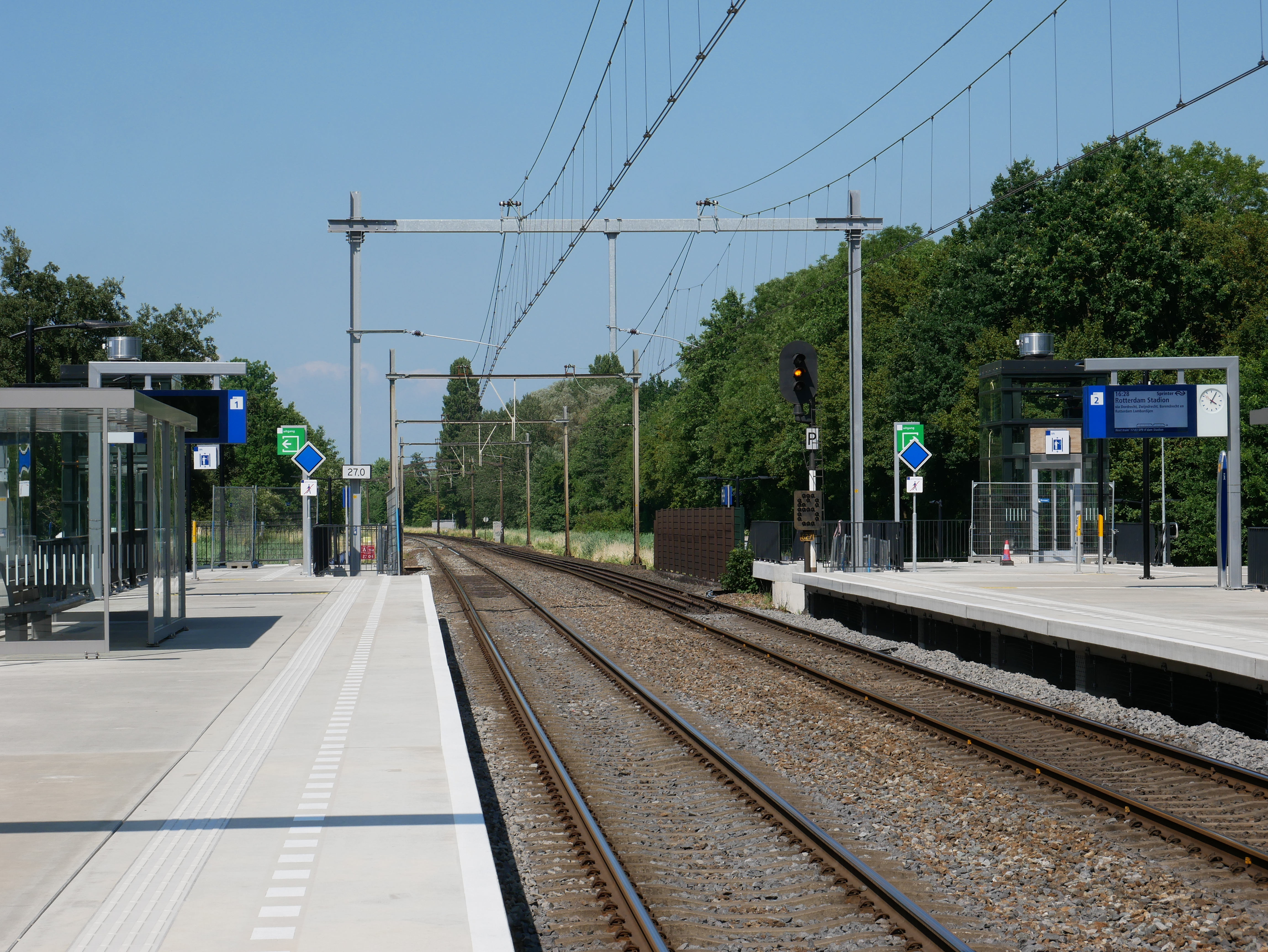
Perrons
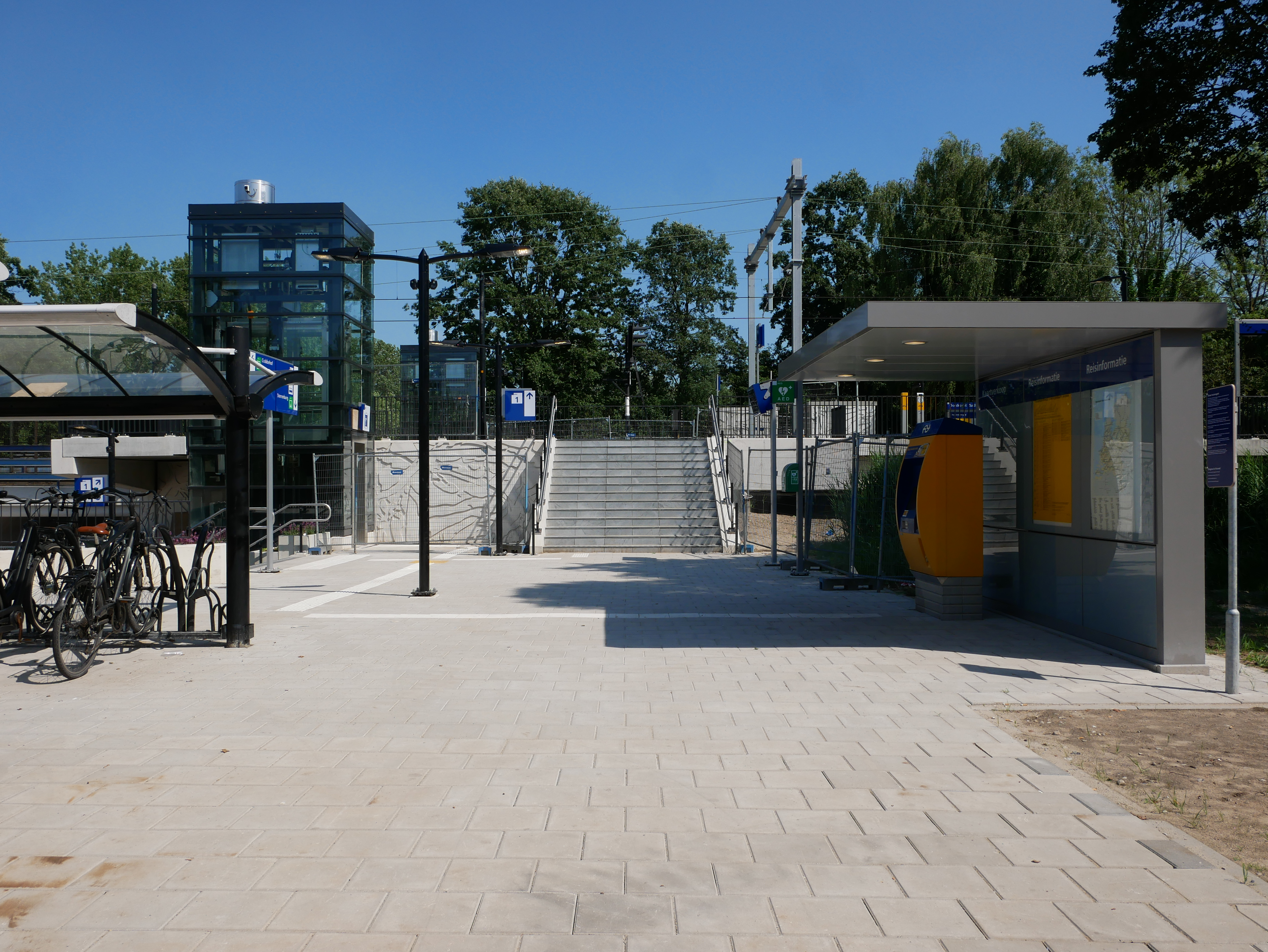
Station in 2023
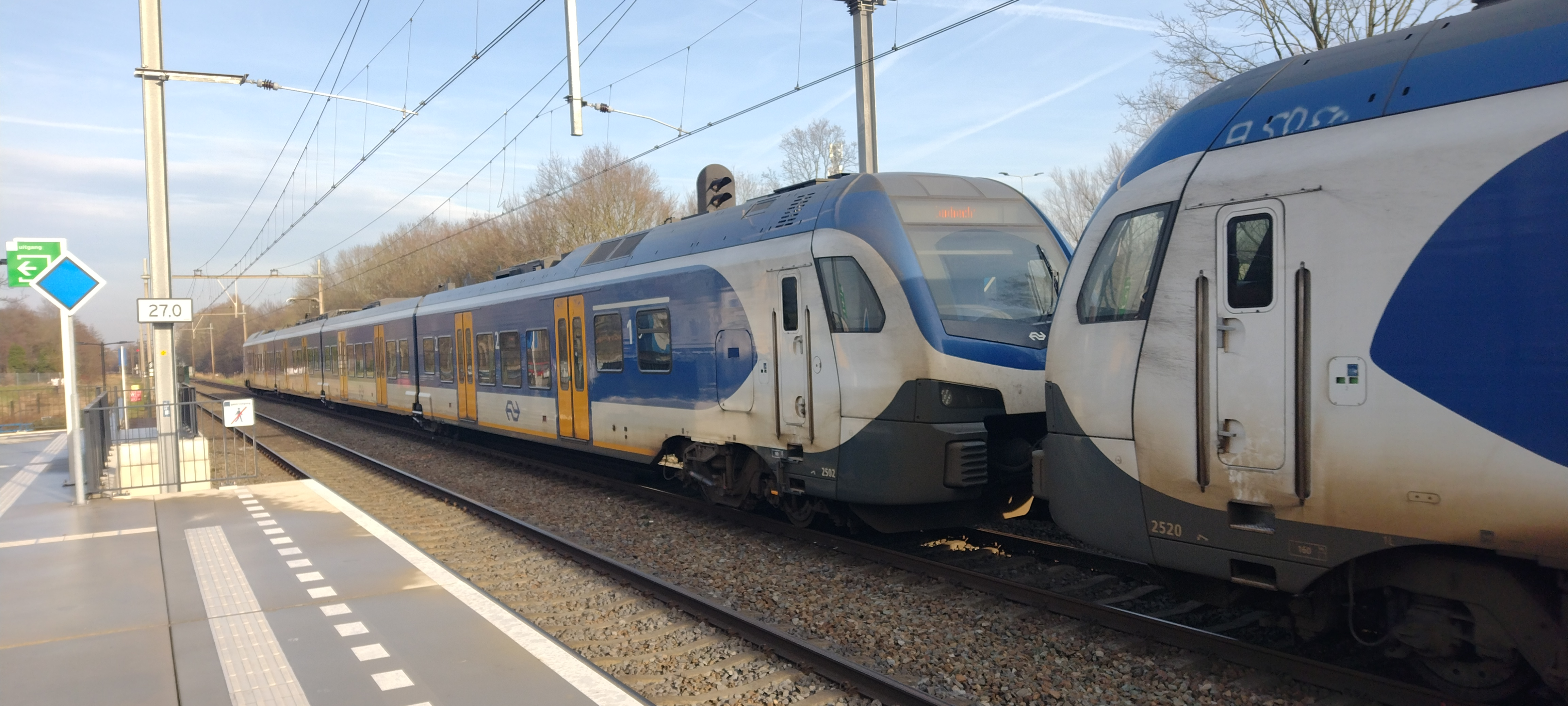
NS FLIRT vertrekt van het station

0,0: Breda ·
4,8: Breda-Prinsenbeek ·
6,0: Beek ·
10,8: Langeweg ·
14,9: Lage Zwaluwe ·
18,2: Moerdijk SS (voorm. einde) ·
21,1: Willemsdorp ·
26,9: Dordrecht Zuid ·
29,5: Dordrecht ·
31,5: Zwijndrecht ·
39,1: Barendrecht ·
42,2: Rotterdam Lombardijen ·
43,8: IJsselmonde ·
44,0: Rotterdam Stadion ·
45,0: Mallegat ·
45,1: Rotterdam Zuid ·
46,2: Fijenoord ·
47,5: Rotterdam Blaak ·
49,1: Rotterdam Centraal
Alphen a/d Rijn ·
Arkel · 
Barendrecht · 
Bodegraven · 
Boskoop · 
-Snijdelwijk · 
Boven Hardinxveld · 
Capelle Schollevaar · 
De Vink · 
Delft · 
-Campus · 
Den Haag:
-Centraal · 
-HS ·
-Laan van NOI · 
-Mariahoeve · 
-Moerwijk · 
-Ypenburg · 
Dordrecht · 
-Stadspolders ·
-Zuid ·
Gorinchem · 
Gouda · 
-Goverwelle · 
Hardinxveld:
-Blauwe Zoom · 
-Giessendam · 
Hillegom · 
Lansingerland-Zoetermeer · 
Leiden:
-Centraal · 
-Lammenschans · 
Nieuwerkerk a/d IJssel · 
Rijswijk · 
Rotterdam:
-Alexander · 
-Blaak · 
-Centraal · 
-Lombardijen · 
-Noord · 
-Stadion · 
-Zuid · 
Sassenheim · 
Schiedam Centrum · 
Sliedrecht · 
-Baanhoek · 
Voorburg · 
Voorhout · 
Voorschoten ·
Waddinxveen · 
-Noord ·
-Triangel ·
Zoetermeer · 
-Oost · 
Zwijndrecht
Geplande stations:
Gorinchem Noord · Hazerswoude-Koudekerk · Schiedam Kethel
Voormalige stations: zie de lijst van voormalige spoorwegstations in Zuid-Holland